# Deneb
Deneb (α Cyg / α Cygni / Alpha Cygni) je najsjajnija zvijezda konstelacije Labud. 
Jedan od vrhova Ljetnjeg trokuta i 19. najsjajnija zvijezda na nebu. 
Bijeli je superdiv prividne magnitude 1.25. 
Deneb je 60.000 puta sjajniji od Sunca.
Masa mu je 25 Sunčevih masa, a udaljen je oko 1.400 svjetlosnih godina.